# KTAV Publishing House
KTAV Publishing House este o editură cu sediul în Brooklyn, New York. Ktav înseamnă „a scrie” în ebraică.
Fondată în 1924, ea a fost una dintre cele mai importante edituri de texte educaționale evreiești și de texte ritualice iudaice începând de la mijlocul secolului al XX-lea. În 2004, Ktav a fost desemnată câștigătoare a Parents' Choice Award.

## Istoric
Ktav Publishing House a fost fondată în 1924, și-a luat pe numele său la sfârșitul anilor 1920, când a început să publice manuale și caiete. A devenit de la mijlocul secolului al XX-lea una dintre cele mai importante edituri de texte educaționale evreiești și de texte ritualice iudaice. Sol și Bernie Scharfstein au preluat editura Ktav de la părinții lor, devenind coproprietari.
Sediul editurii a fost situat o lungă perioadă pe Canal Street în Manhattan, în Hoboken, New Jersey, Jersey City, și se află în prezent în Brooklyn, New York. Editura s-a mutat din Manhattan în 1984 și a avut pentru o perioadă sediul în zona industrială Hoboken.
Ktav a fost condusă din 1992 de Sol Scharfstein (care s-a ocupat de divizia de manuale) și de fratele său mai mic Bernie Scharfstein (care s-a ocupat de problemele administrative și a supravegheat publicarea lucrărilor academice și teologice).
Ktav avea în 1992 un catalog de peste 700 de titluri, iar în 2008 catalogul editurii conținea manuale, siddur-uri (cărți de rugăciuni evreiești), lucrări academice și cărți referitoare la spiritualitate. Ea publica în medie aproximativ 25 de cărți noi în fiecare an în 1992 și 15 sau 16 cărți noi în fiecare an în 2008. Unele dintre cărțile editurii Ktav au fost vândute în doar câteva sute de exemplare, în timp ce altele au fost vândute într-un număr mai mare.
În 2004 Ktav a fost desemnată câștigătoare a Parents' Choice Award.
Începând din 2014 Moshe Heller este proprietarul și directorul general al Ktav.

## Legături externe
- Ktav Publishing House homepage